# جشنواره زالتسبورگ

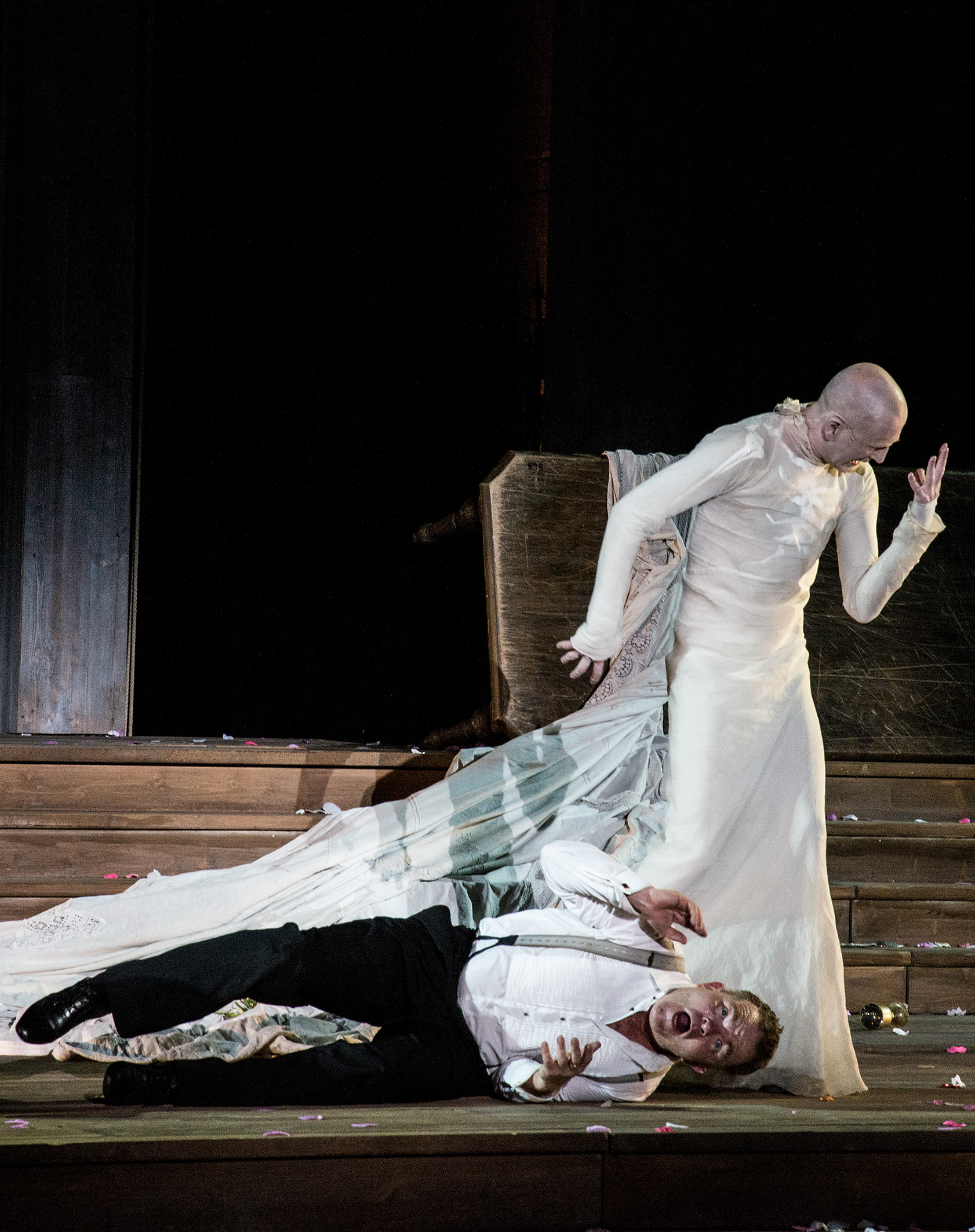
اجرایی از هر مرد، جشنوارهٔ زالتسبورگ، ۲۰۱۴ میلادی

جشنوارهٔ زالتسبورگ (آلمانی: Salzburger Festspiele) جشنوارهٔ موسیقی و نمایش در زالتسبورگ اتریش است که در ۱۹۲۰ میلادی بنیان‌گذاری شده‌است. این جشنواره هر تابستان از آغاز ژوئیه به مدت پنج هفته برگزار می‌شود. یکی از رویدادهای برجستهٔ آن اجرای همه‌سالهٔ نمایش هر مرد کارِ هوگو فون هوفمانستال است. از ۱۹۶۷ میلادی جشنوارهٔ عید پاک زالتسبورگ هم هر سال با مدیریتی جداگانه برگزار می‌شود.

## تاریخچه

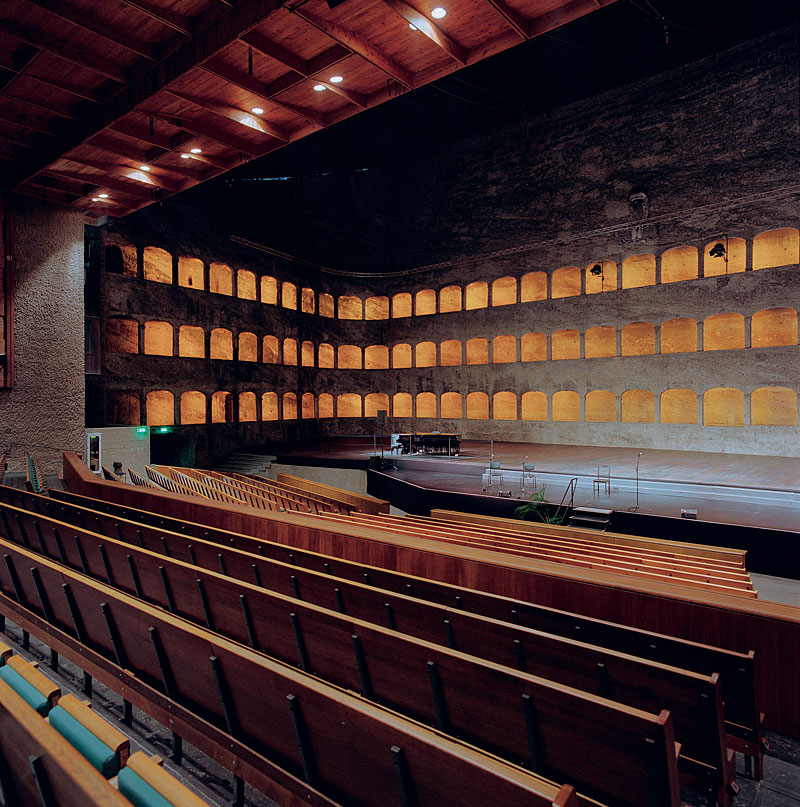
فلزنرایتشوله، سالن جشنواره

از ۱۸۷۷ جشنواره‌های موسیقی توسط بنیاد بین‌المللی موتزارت، به‌طور نامنظم در زالتسبورگ برگزار می‌شدند. از ۱۹۱۰ میلادی این جشنواره‌ها لغو شدند. اگرچه جشنواره‌ای برای ۱۹۱۴ میلادی برنامه‌ریزی شده بود، آن هم به دلیل جنگ جهانی اول لغو شد. در ۱۹۱۷ میلادی فریدریش گماخر و هاینریش دامیش با تشکیل سازمانی به بنیان‌گذاری یک جشنوارهٔ موسیقی و نمایش با تأکید بر کارهای موتسارت همت گماردند. در ۲۲ اوت ۱۹۲۰، جشنوارهٔ زالتسبورگ با اجرایی از نمایش‌نامهٔ هر مرد هوفمانستال بر روی پله‌های کلیسای جامع زالتسبورگ گشایش یافت. این رویداد مانند رسمی هرساله تکرار می‌شود و این نمایشنامه همه‌ساله در میدان کلیسای جامع اجرا می‌گردد. از ۱۹۲۱ میلادی، اجراهای ارکسترال و مجلسی هم آن را همراهی می‌کنند. نخستین اپرایی که در جشنوارهٔ زالتسبورگ اجرا شد، دون ژوان موتسارت بود که در ۱۹۲۲ میلادی با رهبری ریشارد اشتراوس بروی صحنه رفت.
پس از آنشلوس یا پیوست اتریش به آلمان نازی در ۱۹۳۸ میلادی، محبوبیت جشنواره کاهش چشمگیری یافت. توسکانینی در اعتراض از جشنواره کنار کشید. هنرمندان از نژاد یهود مانند راینهارت و سالتی مجبور به مهاجرت شدند و آخرین اجرای هر مرد به وسیلهٔ آتیلا هوربیگر اجباراً لغو گردید. با این وجود، جشنواره ادامه یافت، تا ۱۹۴۴ میلادی که با دستور وزیر رایش، یوزف گوبلس در واکنش به کودتای ۲۰ ژوئیه، اجرای آن متوقف شد. در پایان جنگ جهانی دوم، جشنواره در تابستان ۱۹۴۵ بلافاصله پس از روز پیروزی، دوباره گشایش یافت.